# Xylosciara longiforceps
Xylosciara longiforceps är en tvåvingeart som först beskrevs av Bukowski och Franz Lengersdorf 1938.  Xylosciara longiforceps ingår i släktet Xylosciara och familjen sorgmyggor.
Artens utbredningsområde är Ukraina. Arten är reproducerande i Sverige. Inga underarter finns listade i Catalogue of Life.